# Малі Антильські острови

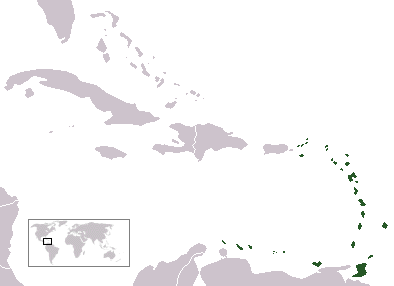
Малі Антильські острови (виділені зеленим) в Карибському морі

Малі Антильські острови — острови Карибського моря, в поєднанні відомі як частина Карибських островів. Разом з Великими Антильськими островами складають архіпелаг Антильських островів . Малі Антильські острови являють собою довгий ланцюг невеликих островів між 10—19° пн. широти та утворюють дугу, яка починається з острова Тринідад і впирається у східний кут Пуерто-Рико. На семи із них є  сильні вулкани, а зі східної сторони кожного із цих семи островів розташований ряд вапнякових острівців. Загалом острови схожі на гірський ланцюг, розірваний Атлантичним океаном і Карибським морем, ізольовані вершини якого піднімаються над водою. Траєкторія Малих Антильських островів більш чи менш збігається з краєм Карибської тектонічної плити, і багато які острови з'явились в результаті процесу субдукції, коли інші тектонічні плити вдавлювались під Карибську плиту.
Географічно Малі Антильські острови поділяють на Навітряні острови, Підвітряні острови, а також Віргінські острови. Однак у цій номенклатурі немає одностайності. Англійці і французи називають їх південну, а також східну гілку від Тобаго до Домініки островами Навітряними (англ. Winward Islands, фр. Iles-du-vent), острови ж, лежачі від Домініки до Пуерто-Рико, — островами Підвітряними (англ. Leeward Islands, фр. Iles sous le vent). Іспанці ж першу назву (ісп. Islas-barlo-vento) дають всім Малим Антильським островам від Пуерто-Рико до Тобаго, другу ж назву (ісп. Islas-soto-vento) вони, а за ними й деякі географи, присвоїли тим островам, які розсіяні вздовж північного берега Південної Америки на захід від Тринідаду до Аруби (перед Маракайбською затокою). .

## Список островів

- Американські Віргінські Острови: Сент-Томас, Сент-Джон, Санта-Крус
- Британські Віргінські Острови: Тортола, Вірджин-Горда, Анегада, Джаст-ван-Дейк
- Ангілья
- Сен-Мартен (Фр.) / Сінт-Маартен (Нід.)
- Сен-Бартельмі (Фр.)
- Саба (Нід.)
- Сінт-Естатіус (Нід.)
- Сент-Кіттс
- Невіс
- Барбуда
- Антигуа
- Редонда
- Монтсеррат (Брит.)
- Гваделупа (Фр.)
- Ля-Десірад (Фр.)
- Ле-Сент (Фр.)
- Марі-Галант (Фр.)
- Домініка
- Мартиніка (Фр.)
- Сент-Люсія
- Барбадос
- Сент-Вінсент
- архіпелаг Гренадини
- Гренада
- Тринідад і Тобаго
- Аруба (Нід.)
- Кюрасао (Нід.)
- Бонайре (Нід.)
- Венесуельський архіпелаг

## Політична ситуація
Малі Антильські острови поділені на 8 незалежних держав і численні залежні та несуверенні держави, які політично пов’язані з Великою Британією, Нідерландами, Францією, та Сполученими Штатами Америки. Понад  третина загальної площі та населення Малих Антильських островів знаходиться в Тринідаді і Тобаго, суверенній державі, що складається з двох найпівденніших островів ланцюга Навітряних островів.
| Країна                   | Адміністративний поділ                      | Площа, км² | Населення, ос. | Щільність населення, ос./км² | Столиця       |
| ------------------------ | ------------------------------------------- | ---------- | -------------- | ---------------------------- | ------------- |
| Антигуа і Барбуда        | Парафії Антигуа                             | 440        | 85,632         | 195                          | Сент-Джонс    |
| Антигуа і Барбуда        | Барбуда                                     | 161        | 1,370          | 9,65                         | Кодрингон     |
| Антигуа і Барбуда        | Редонда                                     | 2          | 0              | 0                            | Ненаселений   |
| Барбадос                 | Парафії Барбадосу                           | 431        | 284,589        | 660                          | Бриджтаун     |
| Домініка                 | Парафії Домініки                            | 754        | 72,660         | 96.3                         | Розо          |
| Гренада                  | Парафії Гренади                             | 344        | 110,000        | 319.8                        | Сент-Джорджес |
| Сент-Кіттс і Невіс       | Парафії Сент-Кіттс                          | 261        | 42,696         | 163.5                        | СБастер       |
| Сент-Кіттс і Невіс       | Невіс                                       | 93         | 12,106         | 130.1                        | Чарльзтаун    |
| Сент-Люсія               | Райони Сент-Люсії                           | 616        | 173,765        | 282                          | Кастрі        |
| Сент-Вінсент і Гренадини | Парафії Сент-Вінсент і Гренадинів           | 389        | 110,000        | 283                          | Кінгстаун     |
| Тринідад і Тобаго        | Регіони та муніципалілети Тринідад і Тобаго | 5,131      | 1,405,953      | 253.3                        | Порт-оф-Спейн |
| Тринідад і Тобаго        | Тобаго                                      | 300        | 60,000         | 180                          | Скарборо      |
| Загалом                  |                                             | 8,367      | 2,179,295      | 260,5                        |               |

| Назва                                      | Суверенна країна        | Адміністративний поділ | Площа, км² | Населення, ос. | Щільність населення, ос./км² | Столиця         |
| ------------------------------------------ | ----------------------- | ---------------------- | ---------- | -------------- | ---------------------------- | --------------- |
| Аруба                                      | Королівство Нідерландів | Райони                 | 193        | 103,065        | 534.0                        | Ораньєстад      |
| Ангілья                                    | Велика Британія         | Райони                 | 91         | 13,600         | 149.4                        | Валлі           |
| Бонайре                                    | Нідерланди              |                        | 288        | 14,006         | 48.6                         | Кралендейк      |
| Британські Віргінські Острови              | Велика Британія         | Райони                 | 153        | 27,000         | 176.5                        | Род-Таун        |
| Кюрасао                                    | Королівство Нідерландів | Райони                 | 444        | 180,592        | 406.7                        | Віллемстад      |
| Гваделупа                                  | Франція                 | Округи                 | 1,780      | 440,000        | 247.2                        | Бас-Тер         |
| Мартиніка                                  | Франція                 | Округи                 | 1,128      | 400,000        | 354.6                        | Фор-де-Франс    |
| Монтсеррат                                 | Велика Британія         | Парафії                | 120        | 4,655          | 38.8                         | Плімут          |
| Саба                                       | Нідерланди              |                        | 13         | 1,424          | 109.5                        | Боттом          |
| Сен-Бартелемі                              | Франція                 | Приходи                | 21         | 7,448          | 354.6                        | Густавія        |
| Сен-Мартен                                 | Франція                 |                        | 53         | 35,000         | 660.4                        | Маріго          |
| Сінт-Естатіус                              | Нідерланди              |                        | 34         | 3,100          | 91.2                         | Ораньєстад      |
| Сінт-Мартен                                | Королівство Нідерландів |                        | 34         | 40,917         | 1,203.4                      | Філіпсбург      |
| Іспанські Віргінські острови (Пуерто-Рико) | США                     |                        | 165.1      | 11,119         | 67.35                        |                 |
| Американські Віргінські Острови            | США                     | Райони                 | 346        | 108,448        | 313.4                        | Шарлотта-Амалія |
| Нуева-Еспарта                              | Венесуела               | Муніципалітети         | 1,150      | 491,610        | 427.5                        | Ла-Асунсьйон    |
|                                            | Венесуела               | Федеральні залежності  | 342        | 2,155          | 6.3                          |                 |
| Загалом                                    |                         |                        | 5,997      | 1,769,955      | 20.1                         |                 |